# Diecezja Damaszku
Diecezja Damaszku – diecezja Apostolskiego Kościoła Ormiańskiego z siedzibą w Damaszku w Syrii.
Biskupem diecezji jest Armasz Nalbandian (2022).